# Мороз, Терентий Филиппович
Тере́нтий Фили́ппович Моро́з (10 ноября 1924, Полянецкое, Савранский район — 24 марта 2006, Полянецкое, Одесская область) — сержант Рабоче-крестьянской Красной Армии, участник Великой Отечественной войны, Герой Советского Союза (1945).

## Биография
Родился 10 ноября 1924 года в селе Полянецкое Савранского района Балтского округа Одесской губернии (ныне Савранский район Одесской области Украины). Окончил семь классов школы и Одесское ремесленное училище № 6. В начале Великой Отечественной войны был отправлен в эвакуацию, работал слесарем и испытателем на заводе в Йошкар-Оле. В октябре 1942 года призван на службу в Рабоче-крестьянскую Красную Армию. С ноября того же года — на фронтах Великой Отечественной войны в составе 258-го лёгкого артиллерийского полка 20-й лёгкой артиллерийской бригады 2-й артиллерийской дивизии. Участвавал в сражениях на Волховском фронте, в январе 1943 года осуществлял прорыв блокады Ленинграда, освобождал Эстонию. В июне 1944 года был ранен.
К январю 1945 года сержант Терентий Мороз командовал орудием 258-го лёгкого артиллерийского полка 200-й лёгкой артиллерийской бригады 4-й танковой армии 1-го Украинского фронта. Отличился во время Сандомирско-Силезской операции. 12 января 1945 года расчёт под командованием Терентия Мороза в бою уничтожил 2 миномёта, 6 пулемётов, 1 артиллерийское орудие, 2 реактивные установки, а также огнём своего орудия проделал двадцатиметровый проход в проволочных заграждениях.
15 января 1945 года в боях под городом Коньце расчёт под командованием Мороза разгромил немецкую колонну, уничтожив 15 автомашин и около 30 солдат и офицеров противника. В боях на улицах города он уничтожил 2 противотанковых орудия, 3 БТР, около 50 солдат и офицеров противника, захватил 40 автомашин, 3 танка и 18 солдат и офицеров противника. Во время отражения немецкой контратаки на город расчёт подбил 2 танка и 3 БТР.
Указом Президиума Верховного Совета СССР «О присвоении звания Героя Советского Союза генералам, офицерскому, сержантскому и рядовому составу Красной Армии» от 10 января 1944 года за «образцовое выполнение боевых заданий командования на фронте борьбы с немецко-фашистскими захватчиками и проявленные при этом отвагу и геройство» удостоен высокого звания Героя Советского Союза с вручением ордена Ленина и медали «Золотая Звезда» за номером 6721.
В боях на Одере был тяжело ранен. В 1947 году он был демобилизован. Проживал в родном селе, работал в колхозе, затем на Савранской ГЭС. Окончил обучение в педагогическом училище. Стал трудиться в школе — военруком и позже учителем.
Скончался в 2006 году, похоронен в Полянецком.

## Награды
Был также награждён двумя орденами Отечественной войны 1-й степени, орденами Красной Звезды и Славы 3-й степени, рядом медалей, является почётным солдатом своей части.

## Память
- На территории машиностроительного завода в Йошкар-Оле установлена мемориальная доска в память о Герое.
- В Одессе на Театральной площади на мемориале высечено имя Героя-земляка.
- Имя занесено в именные списки 9 гвардейской артиллерийской бригады (в/ч 02561) город Луга Ленинградской области.